# Кварц (футзальний клуб)
«Кварц»  — український футзальний клуб з міста Керч, учасник кубку України.

## Історія
1990 року «Кварц» бере участь у першому розіграші кубка України. Команда поступається в чвертьфіналі і не виходить у четвірку найкращих.
1991 року «Кварц» бере участь у зональному відбірному турнірі чемпіонату України, що проходить у Запоріжжі. Команда виступає у групі зі «Супутником» із Херсона, командою колгоспу ім. Чапаєва, запорізькими «Імпульсом» та «Авіатором», а також луганською «Іскрою». «Кварц» не зумів увійти до трійки найкращих команд, які отримали право грати наступного сезону у вищій лізі чемпіонату країни.